# Susanne Moser
Susanne Moser (* 1974 in Salzburg) ist eine österreichische Kulturmanagerin. Seit 2005 lebt und arbeitet sie in Berlin.

## Leben
Moser studierte Betriebswirtschaftslehre in Wien und ist bereits seit ihrem Studium im Kulturbereich tätig. Unter anderem arbeitete von 1999 bis 2001 als Assistentin der kaufmännischen Geschäftsführung und Leiterin der Abteilung Controlling am Burgtheater Wien, wechselte 2001 an das Schauspielhaus Wien und wirkte dort bis 2005 als kaufmännische Leiterin und Geschäftsführerin in Zusammenarbeit mit den Intendanten von Barrie Kosky und Airan Berg.

### Komische Oper Berlin
Seit der Spielzeit 2005/06 ist Moser Geschäftsführende Direktorin der Komischen Oper Berlin und arbeitete dort von 2005 bis 2012 mit den Intendanten Andreas Homoki und ab 2012 bis zur Spielzeit 2021/22 mit Barrie Kosky zusammen. Sie initiierte 2011 das Outreach-Projekt »Selam Opera«.
Seit der Spielzeit 2022/23 ist Susanne Moser gemeinsam mit Philip Bröking Ko-Intendantin und weiterhin Geschäftsführende Direktorin der Komischen Oper Berlin.
Moser begleitet den Prozess der Sanierung von Beginn ihrer Tätigkeit an der Komischen Oper Berlin im Jahre 2005 als Nutzervertreterin – vom Bedarfsprogramm, dem Architekturwettbewerb bis zur Erstellung aller bisherigen Planungsstufen. Die Herausforderungen der Generalsanierung des Stammhauses der Komischen Oper Berlin in der Behrenstraße begleitet ihre Intendanz maßgeblich. Moser und Bröking verfolgen in ihrer Intendanz den programmatischen Ansatz „Raus in die Stadt“ und inszenieren Produktionen nicht nur im Schillertheater, sondern unterschiedlichen Orten Berlins.
Außerdem entwickelte sie 2022/23 Fotoprojekte mit den Fotografinnen Candida Höfer und Heidi Specker. Specker dokumentierte in einem Fotoband das Stammhaus der Komischen Oper Berlin in der Behrenstraße vor den Sanierungsmaßnahmen.
Unter Mosers Intendanz wurde die Komischen Oper Berlin zum zweiten Mal als Opera Company of the Year 2024 ausgezeichnet.

### Weiteres
Neben ihrer Haupttätigkeit als Intendantin und Geschäftsführende Direktorin ist Moser Vorstandsmitglied zahlreicher Vorstände und Aufsichtsräte.
Von 2009 bis 2015 war sie Mitglied der Aufsichtsräte der Burgtheater Wien GmbH, Staatsoper Wien GmbH, Volksoper Wien GmbH sowie ART for ART Theaterservice GmbH und übernahm für einige Monate den Vorsitz des Aufsichtsrats der Staatsoper Wien GmbH. Von 2015 bis 2017 war sie Aufsichtsratsmitglied der Wiener Bundestheater Holding. Seit 2016 ist sie stellvertretende Vorsitzende im Kuratorium des mumok – Museum Moderner Kunst Stiftung Ludwig Wien.
Darüber hinaus ist sie seit 2013 gewähltes Mitglied des Boards von Opera Europa. Von 2017 bis 2019 war sie stellvertretende Vorsitzende des Boards. Seit 2013 ist Susanne Moser Vorstandsmitglied der Stiftung Berliner Leben.
Im Jahr 2018 wurde sie als Mitglied in den gesetzlichen Beirat der Berliner Sparkasse bestellt. Außerdem wurde sie 2020 als Vorstandsmitglied der Wiener Volkstheater Privatstiftung gewählt und ist seit 2021 Mitglied im Kuratorium des WZB – Wissenschaftszentrum Berlin für Sozialforschung.
Im Mai 2022 übernahm sie den Vorsitz der Deutschsprachigen Opernkonferenz (DOK).
Susanne Moser ist Mitgründerin der Graf Moser Management GmbH, die mit dem Kulturplanner ein Controllinginstrument für Kulturbetriebe entwickelt hat.
Seit 2005 unterrichtet sie Controlling, strategische Unternehmensführung und Kulturmanagement, u. a. an der Universität Zürich.